# Estación de La Louvière-Sud
La estación de La Louvière-Sud es una estación de tren belga situada en La Louvière, en la provincia de Hainaut, región Valona.
Pertenece a la línea  de S-Trein Charleroi.

## Situación ferroviaria
La estación se encuentra en la línea 112 (Marchienne-Louvière).

## Intermodalidad
| Línea | Procedencia               | Parada               | Destino                     |
| ----- | ------------------------- | -------------------- | --------------------------- |
| 26    | SOIGNES Hôpital           | LA LOUVIÈRE SNCB Sud | SOIGNES Hôpital             |
| 30    | DOUR Trichères            | LA LOUVIÈRE SNCB Sud | QUIÉVRAIN Gare SNCB         |
| 36    | MANAGE SNCB               | LA LOUVIÈRE SNCB Sud | LA LOUVIÈRE Tivoli          |
| 37    | HOUDENG-AIMERIES Jorbette | LA LOUVIÈRE SNCB Sud | LA LOUVIÈRE SNCB-Sud        |
| 40    | LA LOUVIÈRE SNCB-Sud      | LA LOUVIÈRE SNCB Sud | HOUDENG-AIMERIES Garocentre |
| 132   | LA LOUVIÈRE Carrefour     | LA LOUVIÈRE SNCB Sud | LA LOUVIÈRE Carrefour       |
| 134   | JOLIMONT Hôpital          | LA LOUVIÈRE SNCB Sud | SOIGNIES Hôpital            |
| 167   | LA LOUVIÈRE SNCB-Sud      | LA LOUVIÈRE SNCB Sud | LUTTRE SNCB                 |